# Landschaftsschutzgebiet Siek südlich Nienhagen
Das Landschaftsschutzgebiet Siek südlich Nienhagen mit etwa 1,3 ha Flächengröße liegt im Gemeindegebiet von Leopoldshöhe. Es wurde 2001 mit dem Landschaftsplan Nr. 2 Leopoldshöhe/Oerlinghausen-Nord durch den Kreistag des Kreises Lippe als Landschaftsschutzgebiet (LSG) ausgewiesen.

## Beschreibung
Das Schutzgebiet liegt im Ortsteil Nienhagen (Leopoldshöhe). Im Norden des LSG grenzt direkt ein Gartengrundstück an. Die Bielefelder Straße (L 805) zerschneidet das LSG. Das LSG umfasst ein Wiesensiek (Wiesental). Das Wiesensiek hat teils ausgeprägte ca. 45° Böschungen, die im Mittel 2 m hoch sind. Der Talgrund weist Wiesen- und Sumpfbereiche auf, in denen punktuell Weidengebüsche stehen. Kleine Quellgewässer durchrieseln flach das Wiesensiek. Vom Süden des Gebiets fließt ein Wasserlauf westwärts in Richtung LSG Siek südlich Gut Eckendorf und von dort in die Windwehe.

## Schutzzwecke für das LSG
Laut Landschaftsplan erfolgte die Ausweisung des LSG
- „zur Erhaltung und Wiederherstellung der Leistungsfähigkeit des Naturhaushaltes mit seinen vielfältigen Funktionen Wasserschutz, Klimaschutz, Bodenschutz, Biotop- und Artenschutz in einem durch Siedlungsbereiche, Streubebauung und Verkehr stark beanspruchten und z.T. beeinträchtigten Raum,“
- „zur Erhaltung der Nutzungsfähigkeit der Naturgüter,“
- „zur Erhaltung und Entwicklung des für den Planungsraum typischen Landschaftsbildes mit seinen prägenden Tälern, naturnahen Waldbeständen, geomorphologischen Ausprägungen und gliedernden und belebenden Elementen,“
- „zur Erhaltung und Sicherung der besonderen Bedeutung des Planungsraumes für die Erholung.“[1]

## Rechtliche Vorschriften
Im Landschaftsschutzgebiet ist unter anderem das Errichten von Bauten und Fischteichen verboten. Grün- und Brachland darf nicht in eine andere Nutzungsart umgewandelt oder umgebrochen werden. Es ist ferner verboten Hunde frei laufen zu lassen. Vom Verbot ist Hundeeinsatz bei der ordnungsgemäßen Jagd, auf Hof- und Gartenbereichen und der Einsatz von Hütehunden ausgenommen.